# Allophylus floribundus
Allophylus floribundus är en kinesträdsväxtart som först beskrevs av Poeppig, och fick sitt nu gällande namn av Ludwig Radlkofer. Allophylus floribundus ingår i släktet Allophylus och familjen kinesträdsväxter. Inga underarter finns listade i Catalogue of Life.